# Іраклій Окруашвілі
Іра́клій Окруашві́лі (груз. ირაკლი ოქრუაშვილი, русифіковане — Іраклій Кобайович Окруашвілі, нар. 6 листопада 1973, Цхінвалі, Південно-Осетинська автономна область, Грузинська РСР, СРСР) — грузинський державний та військовий діяч. Був депутатом парламенту Грузії, учасник Трояндової революції. Відомий, як керівник кількох силових відомств.

## Біографія
У 2001—2002 роках був заступником тодішнього Міністра юстиції Грузії, Міхеіла Саакашвілі. Після революції спочатку був призначений державним представником у краї Шида-Картлі (у 2003—2004 роках), у 2004 році очолив Міністерство внутрішніх справ Грузії, а потім — Міністерство оборони (у 2004—2006 роках). У 2006 році був призначений міністром економіки та сталого розвитку Грузії, але через тиждень пішов у відставку.
Емігрував у Францію. Після повернення у Грузію у 2012 році був ув'язнений, у 2013 році відпущений після визнання політичним біженцем.
Окруашвілі був засуджений до п'яти років позбавлення волі за нібито участь у груповому насильстві в антиурядових мітингах, організованих у червні 2019 року. Однак президент Саломе Зурабішвілі помилував його разом із Ґіґі Уґулавою 15 травня 2020.
У 2022 році, після початку російського вторгнення в Україну, приїхав в Україну воювати у складі Інтернаціонального легіону.
У квітні 2020 року Окруашвілі визнали винним в участі в протестах у Тбілісі в червні 2019 року і засудили до 5 років позбавлення волі. Тоді виступ російського депутата Сергія Гаврилова з місця спікера грузинського парламенту викликав протести, які переросли в штурм парламенту. Протестувальники вимагали відставки міністра внутрішніх справ і дострокових виборів, постраждали десятки учасників акцій протесту.
У березні 2025 року Окруашвілі мав звітувати перед комісією щодо російсько-грузинської війни 2008 року, але він відмовився це робити. За невиконання вимог комісії його звинуватили за ст. 349 Кримінального кодексу Грузії. Іраклія заарештували, і Тбіліський суд відмінив можливість внесення застави і постановив утримувати його під вартою.